# Jardelund
Jardelund là một đô thị thuộc huyện Schleswig-Flensburg, trong bang Schleswig-Holstein, nước Đức. Đô thị Jardelund có diện tích 16,63 km², dân số thời điểm 31 tháng 12 năm 2006 là 317 người.